# Aynac
Aynac est une commune française située dans le nord-est du département du Lot, en région Occitanie.
Elle est également dans la Limargue, une région naturelle occupant une dépression verdoyante entre les causses du Quercy et le Ségala quercynois.
Exposée à un climat océanique altéré, elle est drainée par le ruisseau d'aynac et par divers autres petits cours d'eau. Incluse dans le bassin de la Dordogne, la commune possède un patrimoine naturel remarquable composé d'une zone naturelle d'intérêt écologique, faunistique et floristique.
Aynac est une commune rurale qui compte 558 habitants en 2022, après avoir connu un pic de population de 1 510 habitants en 1851.  Elle fait partie de l'aire d'attraction de Biars-sur-Cère - Saint-Céré. Ses habitants sont appelés les Aynacois ou  Aynacoises.

## Géographie
Aynac est une commune située dans le Quercy en Limargue sur le ruisseau d'Aynac, affluent de l'Ouysse, et sur l'ancienne route nationale 140.

### Localisation

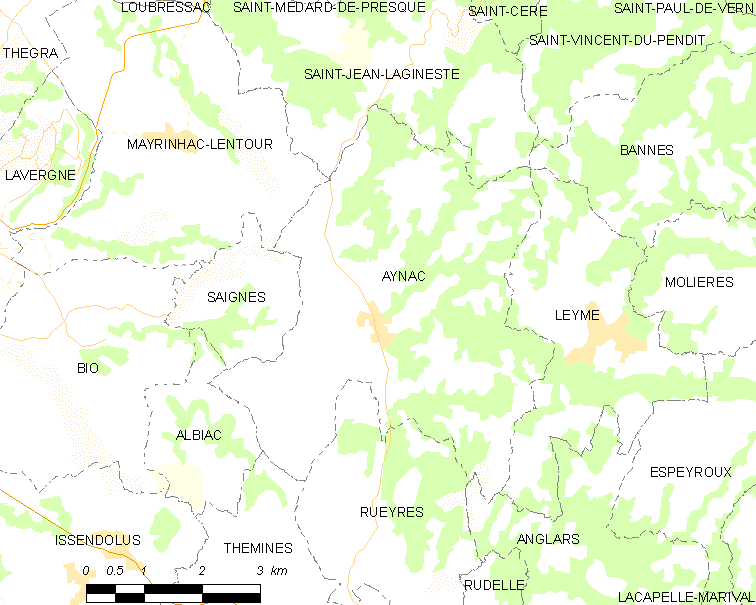
Situation de la commune d'Aynac.

Aynac se trouve à 67 km au nord-est de Cahors (chef-lieu du Lot), à 13 km au sud-est du Gouffre de Padirac et à 22 km au sud-est de Rocamadour.
Elle se déploie sur 2 145 hectares, sur les tout premiers contreforts du Massif central.
Le bourg se trouve à 350 mètres d'altitude et la commune entre 324 mètres et 607 mètres.

### Communes limitrophes
Les communes limitrophes sont  Albiac, Anglars, Bannes, Leyme, Mayrinhac-Lentour, Rueyres, Saignes, Saint-Jean-Lagineste et Thémines.
| Mayrinhac-Lentour | Saint-Jean-Lagineste | Bannes (sur 50 m : faux quadripoint) |
| Saignes           | Aynac                | Leyme                                |
| Albiac, Thémines  | Rueyres              | Anglars                              |

### Géologie
La plus grande partie d'Aynac est constituée de terrains primaires (gneiss, micaschiste). Le reste se trouve dans le Limargue, bande composée d'alluvions maritimes qui traverse le département du Lot du nord au sud et sépare le Ségala lotois du Causse. Le Limargue est composé de marnes (irrisées) de l'ère secondaire, notamment du Lias.

### Paysages
Dans l'axe nord/sud, la bande de Limargue est caractérisée par une succession de vallons qui lui donne son aspect ondulé. C'est un paysage caractéristique qui d'une part marque la fin du massif cristallin (Ségala) aux dénivelés importants et aux vallées étroites qu'occupe une végétation acidophile (châtaigneraies, seigle), et d'autre part le contraste avec le Causse au paysage plus aride (pelouses sèches, landes à genévriers et les chênes pubescents).

### Climat
Pour des articles plus généraux, voir Climat de l'Occitanie et Climat du Lot.
En 2010, le climat de la commune est de type climat océanique altéré, selon une étude s'appuyant sur une série de données couvrant la période 1971-2000. En 2020, Météo-France publie une typologie des climats de la France métropolitaine dans laquelle la commune est dans une zone de transition entre le climat océanique altéré et le climat de montagne et est dans la région climatique Ouest et nord-ouest du Massif Central, caractérisée par une pluviométrie annuelle de 900 à 1 500 mm, maximale en automne et en hiver.
Pour la période 1971-2000, la température annuelle moyenne est de 12 °C, avec une amplitude thermique annuelle de 15,6 °C. Le cumul annuel moyen de précipitations est de 1 149 mm, avec 12,2 jours de précipitations en janvier et 6,9 jours en juillet. Pour la période 1991-2020, la température moyenne annuelle observée sur la station météorologique la plus proche, située sur la commune de Lunegarde à 17 km à vol d'oiseau, est de 12,6 °C et le cumul annuel moyen de précipitations est de 828,1 mm,. Pour l'avenir, les paramètres climatiques de la commune estimés pour 2050 selon différents scénarios d’émission de gaz à effet de serre sont consultables sur un site dédié publié par Météo-France en novembre 2022.

### Milieux naturels et biodiversité

#### Espaces protégés
La protection réglementaire est le mode d’intervention le plus fort pour préserver des espaces naturels remarquables et leur biodiversité associée,.
Un  espace protégé est présent sur la commune : 
le bassin de la Dordogne, réserve de biosphère, zone de transition, d'une superficie de 1 880 257,7 ha.

#### Zones naturelles d'intérêt écologique, faunistique et floristique

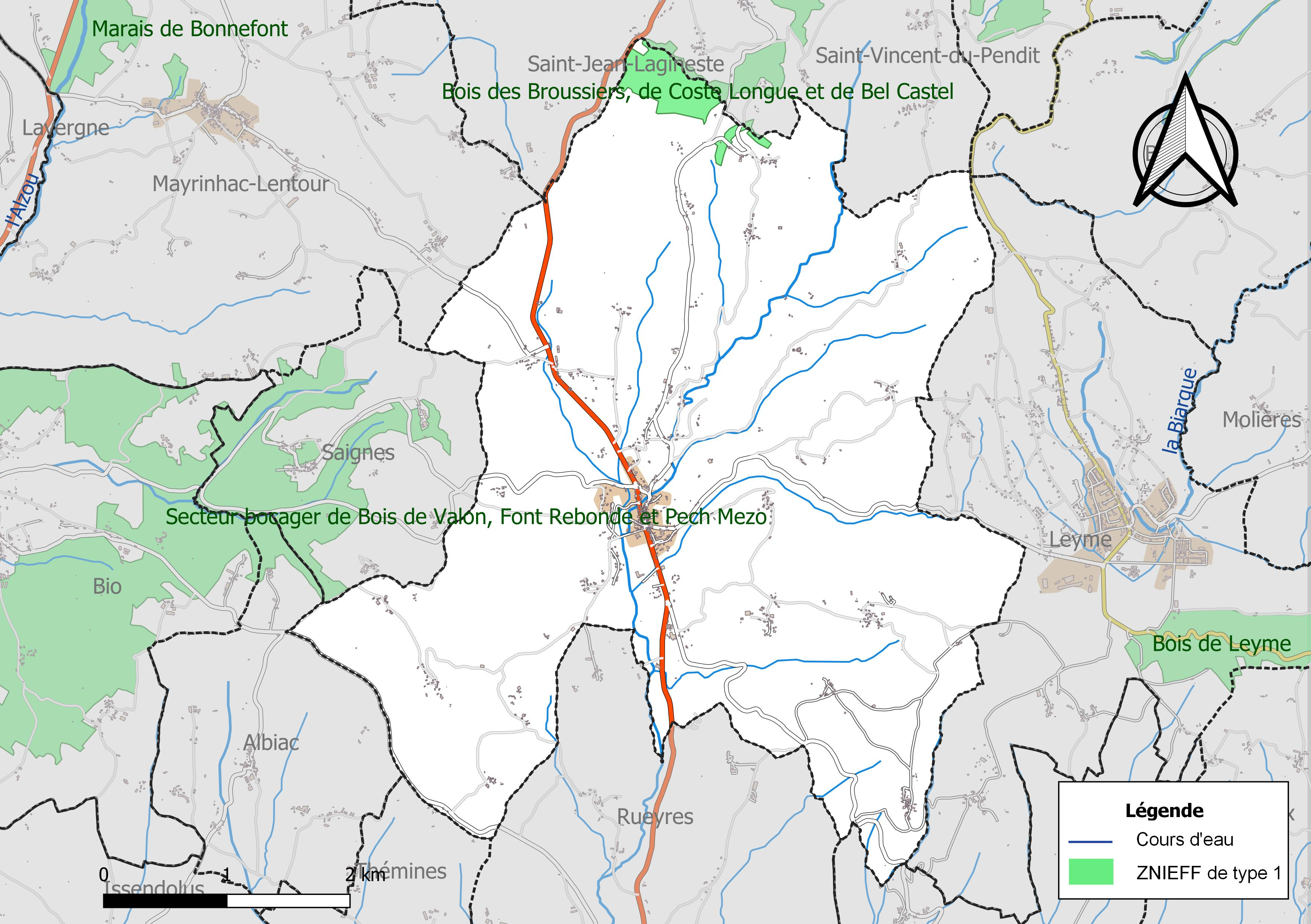
Carte de la ZNIEFF de type 1 localisée sur la commune.

L’inventaire des zones naturelles d'intérêt écologique, faunistique et floristique (ZNIEFF) a pour objectif de réaliser une couverture des zones les plus intéressantes sur le plan écologique, essentiellement dans la perspective d’améliorer la connaissance du patrimoine naturel national et de fournir aux différents décideurs un outil d’aide à la prise en compte de l’environnement dans l’aménagement du territoire.
Une ZNIEFF de type 1 est recensée sur la commune :
les « bois des Broussiers, de Coste Longue et de Bel Castel » (378 ha), couvrant 4 communes du département.

## Urbanisme

### Typologie
Au 1er janvier 2024, Aynac est catégorisée commune rurale à habitat dispersé, selon la nouvelle grille communale de densité à sept niveaux définie par l'Insee en 2022.
Elle est située hors unité urbaine. Par ailleurs la commune fait partie de l'aire d'attraction de Biars-sur-Cère - Saint-Céré, dont elle est une commune de la couronne,. Cette aire, qui regroupe 49 communes, est catégorisée dans les aires de moins de 50 000 habitants,.

### Occupation des sols
L'occupation des sols de la commune, telle qu'elle ressort de la base de données européenne d’occupation biophysique des sols Corine Land Cover (CLC), est marquée par l'importance des territoires agricoles (63,6 % en 2018), en augmentation par rapport à 1990 (59,4 %). La répartition détaillée en 2018 est la suivante : 
prairies (57,5 %), forêts (35,3 %), zones agricoles hétérogènes (6 %), zones urbanisées (1,2 %). L'évolution de l’occupation des sols de la commune et de ses infrastructures peut être observée sur les différentes représentations cartographiques du territoire : la carte de Cassini (XVIIIe siècle), la carte d'état-major (1820-1866) et les cartes ou photos aériennes de l'IGN pour la période actuelle (1950 à aujourd'hui).

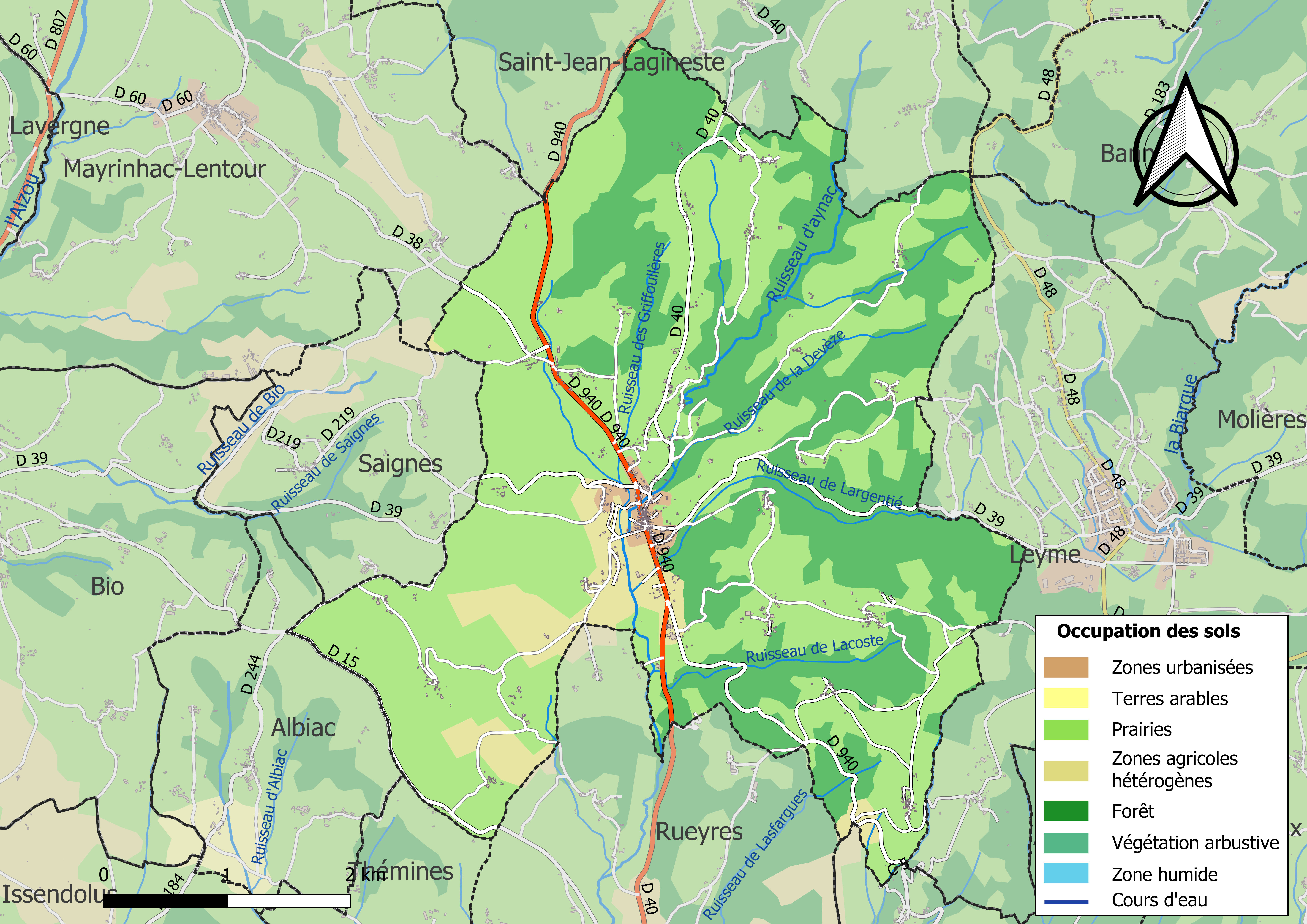
Carte des infrastructures et de l'occupation des sols de la commune en 2018 (CLC).

### Risques majeurs
Le territoire de la commune d'Aynac est vulnérable à différents aléas naturels : météorologiques (tempête, orage, neige, grand froid, canicule ou sécheresse), inondations, feux de forêts, mouvements de terrains et séisme (sismicité très faible). Il est également exposé à un risque particulier : le risque de radon. Un site publié par le BRGM permet d'évaluer simplement et rapidement les risques d'un bien localisé soit par son adresse soit par le numéro de sa parcelle.

#### Risques naturels
Certaines parties du territoire communal sont susceptibles d’être affectées par le risque d’inondation par débordement de cours d'eau, notamment La cartographie des zones inondables en ex-Midi-Pyrénées réalisée dans le cadre du XIe Contrat de plan État-région, visant à informer les citoyens et les décideurs sur le risque d’inondation, est accessible sur le site de la DREAL Occitanie. La commune a été reconnue en état de catastrophe naturelle au titre des dommages causés par les inondations et coulées de boue survenues en 1982, 1993, 1994 et 1999,.
Aynac est exposée au risque de feu de forêt. Un plan départemental de protection des forêts contre les incendies a été approuvé par arrêté préfectoral le 30 novembre 2015 pour la période 2015-2025. Les propriétaires doivent ainsi couper les broussailles, les arbustes et les branches basses sur une profondeur de 50 mètres, aux abords des constructions, chantiers, travaux et installations de toute nature, situées à moins de 200 mètres de terrains en nature
de bois, forêts, plantations, reboisements, landes ou friches. Le brûlage des déchets issus de l’entretien des parcs et jardins des ménages et des collectivités est interdit. L’écobuage est également interdit, ainsi que les feux de type méchouis et barbecues, à l’exception de ceux prévus dans des installations fixes (non situées sous couvert d'arbres) constituant une dépendance d'habitation.

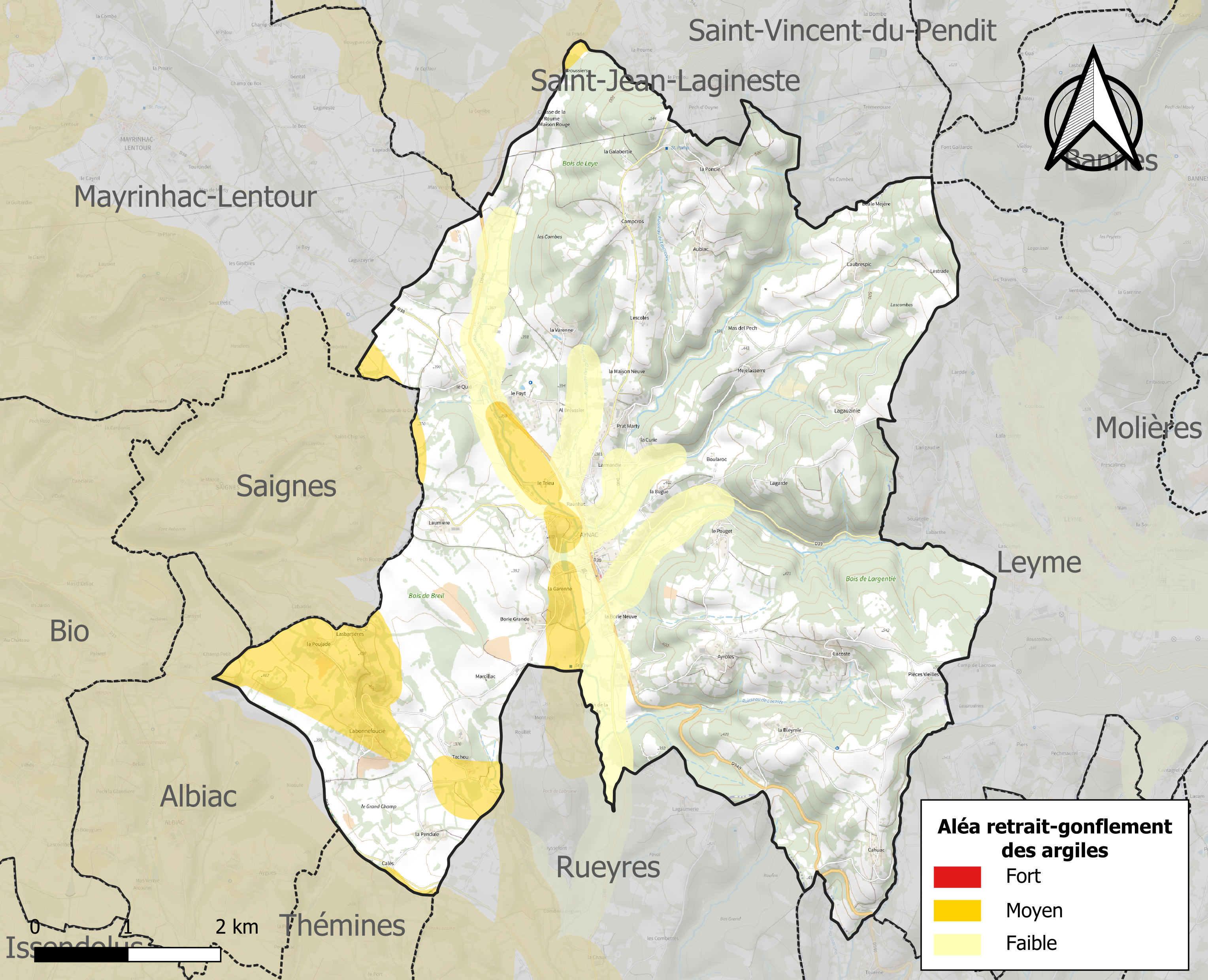
Carte des zones d'aléa retrait-gonflement des sols argileux d'Aynac.

Les mouvements de terrains susceptibles de se produire sur la commune sont des éboulements, chutes de pierres et de blocs et des glissements de terrain.
Le retrait-gonflement des sols argileux est susceptible d'engendrer des dommages importants aux bâtiments en cas d’alternance de périodes de sécheresse et de pluie. 8,2 % de la superficie communale est en aléa moyen ou fort (67,7 % au niveau départemental et 48,5 % au niveau national). Sur les 372 bâtiments dénombrés sur la commune en 2019, 52 sont en aléa moyen ou fort, soit 14 %, à comparer aux 72 % au niveau départemental et 54 % au niveau national. Une cartographie de l'exposition du territoire national au retrait gonflement des sols argileux est disponible sur le site du BRGM,.
Par ailleurs, afin de mieux appréhender le risque d’affaissement de terrain, l'inventaire national des cavités souterraines permet de localiser celles situées sur la commune.
Concernant les mouvements de terrains, la commune a été reconnue en état de catastrophe naturelle au titre des dommages causés par des mouvements de terrain en 1999.

#### Risque particulier
Dans plusieurs parties du territoire national, le radon, accumulé dans certains logements ou autres locaux, peut constituer une source significative d’exposition de la population aux rayonnements ionisants. Certaines communes du département sont concernées par le risque radon à un niveau plus ou moins élevé. Selon la classification de 2018, la commune d'Aynac est classée en zone 3, à savoir zone à potentiel radon significatif.

## Toponymie
L'étymologie d'Aynac serait la même que « Erach » ou « Eraim ». La forme latine semble avoir été « Asnaga » ou « Aernnaga ».[réf. nécessaire]
Selon Gaston Bazalgues, le toponyme Aynac serait basé sur l'anthroponyme gallo-romain Aïnius. La terminaison -ac est issue du suffixe gaulois -acon (lui-même du celtique commun *-āko-), souvent latinisé en -acum dans les textes.

## Histoire
En 655, Aynac était une vicairie. La contrée d'Aynac fut l'objet de rivalités des seigneurs voisins, les "Castelnau" et les "Cardaillac". Puis Aynac passa au vicomte de Turenne. Ainsi, de 1399 au début du XXe siècle, le château d'Aynac appartient à la branche des "Turenne", descendants de Roger de Beaufort. Aynac fut assez épargné pendant la guerre de Cent Ans et les guerres de religion. En 1790, Aynac devient une commune et même chef-lieu de canton. Elle perdit cette qualité en 1820 au profit de Lacapelle-Marival.
Durant la Seconde Guerre mondiale, la commune fut un centre de résistance, carrefour de communication entre les groupes de maquis du Causse et du Ségala. Cependant, malgré quelques rafales de mitraillette contre le restaurant "Souillac" (actuel "Café des sports") et la croix, Aynac a été épargné des rafles et incendies de 1944 qu'ont connu les villages des environs.

## Climat
| Mois                                 | Janv | Fév | Mars | Avr  | Mai  | Juin | Juil | Août | Sept | Oct | Nov | Déc | Année |
| ------------------------------------ | ---- | --- | ---- | ---- | ---- | ---- | ---- | ---- | ---- | --- | --- | --- | ----- |
| Températures minimales moyennes (°C) | 2    | 2   | 4    | 6    | 10   | 12   | 14   | 14   | 11   | 9   | 5   | 2   | 7,58  |
| Températures moyennes (°C)           | 5,5  | 6,5 | 9    | 11.5 | 15.5 | 18.5 | 20,5 | 20,5 | 17,5 | 14  | 8,5 | 5,5 | 12,75 |
| Températures maximales moyennes (°C) | 9    | 11  | 14   | 17   | 21   | 25   | 27   | 27   | 24   | 19  | 12  | 9   | 17,92 |
| Précipitations moyennes (mm)         | 68   | 68  | 63   | 78   | 93   | 81   | 60   | 67   | 76   | 82  | 72  | 75  | 883   |
| Ensoleillement moyen (heures)        | 89   | 107 | 151  | 176  | 199  | 239  | 283  | 247  | 209  | 163 | 102 | 91  | 2056  |
| Source: La Chaine Météo              |      |     |      |      |      |      |      |      |      |     |     |     |       |

## Politique et administration
| Période | Période                    | Identité                       | Étiquette        | Qualité            |
| ------- | -------------------------- | ------------------------------ | ---------------- | ------------------ |
| 1791    | 1798                       | Joseph Buniar                  |                  |                    |
| 1798    | 1800                       | Pierre Delbos                  |                  |                    |
| 1800    | 1813                       | Jean Monbertrand               |                  |                    |
| 1813    | 1828                       | Pierre Born                    |                  |                    |
| 1828    | 1830                       | Henry Born                     |                  |                    |
| 1830    | 1838                       | Jean Baptiste Barrue           |                  |                    |
| 1838    | 1848                       | Bernard Poujade                |                  |                    |
| 1848    | 1852                       | Mathieu Poujade                |                  |                    |
| 1852    | 1854                       | Antoine Barra                  |                  |                    |
| 1854    | 1864                       | Mathieu Poujade                |                  |                    |
| 1864    | 1868                       | Germain Campcros               |                  |                    |
| 1868    | 1871                       | Séverin Monbertrand            |                  |                    |
| 1871    | 1876                       | Germain Campcros               |                  |                    |
| 1876    | 1878                       | Mathieu Poujade                |                  |                    |
| 1878    | 1889                       | Guy Turenne (de)               |                  |                    |
| 1889    | 1890                       | Prosper Poujade                |                  |                    |
| 1890    | 1892                       | Guy Turenne (de)               |                  |                    |
| 1892    | 1893                       | Prosper Poujade                |                  |                    |
| 1893    | 1904                       | Armand Vayssieres              |                  |                    |
| 1904    | 1906                       | Bertrand Toulouse-Lautrec (de) |                  |                    |
| 1906    | 1908                       | Prosper Poujade                |                  |                    |
| 1908    | 1910                       | Toulouse-Lautrec (de)          |                  |                    |
| 1910    | 1912                       | Prosper Poujade                |                  |                    |
| 1912    | 1925                       | Armand Vayssieres              |                  |                    |
| 1925    | 1931                       | Louis Terrou                   |                  |                    |
| 1931    | 1939                       | Henry Brunet                   |                  |                    |
| 1939    | 1944                       | Henri Viellescazes             |                  |                    |
| 1944    | 1953                       | Léon Souilhac                  |                  |                    |
| 1953    | 1965                       | Louis Leydet                   |                  |                    |
| 1965    | 1989                       | Georges Cazard                 | DVG puis PS      |                    |
| 1989    | 2008                       | Georges Frescaline             | PRG              | Conseiller général |
| 2008    | En cours (au juillet 2017) | Jacques Andurand               | PS-Divers gauche |                    |

## Démographie
L'évolution du nombre d'habitants est connue à travers les recensements de la population effectués dans la commune depuis 1793. Pour les communes de moins de 10 000 habitants, une enquête de recensement portant sur toute la population est réalisée tous les cinq ans, les populations de référence des années intermédiaires étant quant à elles estimées par interpolation ou extrapolation. Pour la commune, le premier recensement exhaustif entrant dans le cadre du nouveau dispositif a été réalisé en 2005.

En 2022, la commune comptait 558 habitants, en stagnation par rapport à 2016 (Lot : +1,31 %, France hors Mayotte : +2,11 %).
| 1793  | 1800  | 1806  | 1821  | 1831  | 1836  | 1841  | 1846  | 1851  |
| ----- | ----- | ----- | ----- | ----- | ----- | ----- | ----- | ----- |
| 1 292 | 1 226 | 1 333 | 1 321 | 1 445 | 1 475 | 1 491 | 1 478 | 1 510 |

| 1856  | 1861  | 1866  | 1872  | 1876  | 1881  | 1886  | 1891  | 1896  |
| ----- | ----- | ----- | ----- | ----- | ----- | ----- | ----- | ----- |
| 1 457 | 1 352 | 1 254 | 1 210 | 1 160 | 1 175 | 1 140 | 1 140 | 1 062 |

| 1901  | 1906 | 1911 | 1921 | 1926 | 1931 | 1936 | 1946 | 1954 |
| ----- | ---- | ---- | ---- | ---- | ---- | ---- | ---- | ---- |
| 1 009 | 998  | 951  | 785  | 786  | 720  | 684  | 690  | 673  |

| 1962 | 1968 | 1975 | 1982 | 1990 | 1999 | 2005 | 2006 | 2010 |
| ---- | ---- | ---- | ---- | ---- | ---- | ---- | ---- | ---- |
| 710  | 667  | 637  | 614  | 604  | 527  | 546  | 539  | 590  |

| 2015 | 2020 | 2022 | - | - | - | - | - | - |
| ---- | ---- | ---- | - | - | - | - | - | - |
| 562  | 554  | 558  | - | - | - | - | - | - |

## Économie

### Revenus
En 2018, la commune compte 257 ménages fiscaux, regroupant 530 personnes. La médiane du revenu disponible par unité de consommation est de 19 110 € (20 740 € dans le département).

### Emploi
|                | 2008  | 2013  | 2018  |
| -------------- | ----- | ----- | ----- |
| Commune        | 5,6 % | 9,8 % | 7,9 % |
| Département    | 7,3 % | 8,9 % | 9,6 % |
| France entière | 8,3 % | 10 %  | 10 %  |

En 2018, la population âgée de 15 à 64 ans s'élève à 300 personnes, parmi lesquelles on compte 77,2 % d'actifs (69,2 % ayant un emploi et 7,9 % de chômeurs) et 22,8 % d'inactifs,. Depuis 2008, le taux de chômage communal (au sens du recensement) des 15-64 ans est inférieur à celui de la France et du département.
La commune fait partie de la couronne de l'aire d'attraction de Biars-sur-Cère - Saint-Céré, du fait qu'au moins 15 % des actifs travaillent dans le pôle,. Elle compte 90 emplois en 2018, contre 113 en 2013 et 105 en 2008. Le nombre d'actifs ayant un emploi résidant dans la commune est de 210, soit un indicateur de concentration d'emploi de 43,1 % et un taux d'activité parmi les 15 ans ou plus de 49,8 %.
Sur ces 210 actifs de 15 ans ou plus ayant un emploi, 42 travaillent dans la commune, soit 20 % des habitants. Pour se rendre au travail, 89,6 % des habitants utilisent un véhicule personnel ou de fonction à quatre roues, 4,8 % s'y rendent en deux-roues, à vélo ou à pied et 5,7 % n'ont pas besoin de transport (travail au domicile).

### Activités hors agriculture

#### Secteurs d'activités
47 établissements sont implantés  à Aynac au 31 décembre 2019. Le tableau ci-dessous en détaille le nombre par secteur d'activité et compare les ratios avec ceux du département,.
| Secteur d'activité                                                                                        | Commune | Commune | Département |
| Secteur d'activité                                                                                        | Nombre  | %       | %           |
| --- | ------- | ------- | ----------- |
| Ensemble                                                                                                  | 47      |         |             |
| Industrie manufacturière, industries extractives et autres                                                | 14      | 29,8 %  | (14 %)      |
| Construction                                                                                              | 6       | 12,8 %  | (13,9 %)    |
| Commerce de gros et de détail, transports, hébergement et restauration                                    | 13      | 27,7 %  | (29,9 %)    |
| Information et communication                                                                              | 3       | 6,4 %   | (1,8 %)     |
| Activités immobilières                                                                                    | 1       | 2,1 %   | (3,5 %)     |
| Activités spécialisées, scientifiques et techniques et activités de services administratifs et de soutien | 2       | 4,3 %   | (13,5 %)    |
| Administration publique, enseignement, santé humaine et action sociale                                    | 4       | 8,5 %   | (12 %)      |
| Autres activités de services                                                                              | 4       | 8,5 %   | (8,7 %)     |

Le secteur de l'industrie manufacturière, des industries extractives et autres est prépondérant sur la commune puisqu'il représente 29,8 % du nombre total d'établissements de la commune (14 sur les 47 entreprises implantées  à Aynac), contre 14 % au niveau départemental.

#### Entreprises et commerces
L'entreprise ayant son siège social sur le territoire communal qui génère le plus de chiffre d'affaires en 2020 est : 
- Lafargue, commerce de gros (commerce interentreprises) de bois et de matériaux de construction (2 876 k€)

### Agriculture
La commune est dans la Limargue », une petite région agricole occupant une bande verticale à l'est du territoire du département du Lot. En 2020, l'orientation technico-économique de l'agriculture  sur la commune est l'élevage d'ovins ou de caprins.
|               | 1988 | 2000 | 2010 | 2020 |
| ------------- | ---- | ---- | ---- | ---- |
| Exploitations | 51   | 35   | 32   | 16   |
| SAU (ha)      | 992  | 816  | 857  | 551  |

Le nombre d'exploitations agricoles en activité et ayant leur siège dans la commune est passé de 51 lors du recensement agricole de 1988  à 35 en 2000 puis à 32 en 2010 et enfin à 16 en 2020, soit une baisse de 69 % en 32 ans. Le même mouvement est observé à l'échelle du département qui a perdu pendant cette période 60 % de ses exploitations,. La surface agricole utilisée sur la commune a également diminué, passant de 992 ha en 1988 à 551 ha en 2020. Parallèlement la surface agricole utilisée moyenne par exploitation a augmenté, passant de 19 à 34 ha.

## Associations
Le village d'Aynac comporte 11 associations :
- Club de football avec les communes de Leyme et de Molières : la F.L.A.M (Fusion Leyme Aynac Molières).
- Club de pétanque.
- Société de chasse d'Aynac.
- Société de pêche "Les étangs d'Aynac", qui gère deux étangs sur le territoire de la commune, d'une superficie totale de 1,6 hectare.
- Le club "Amitié et Loisirs" (le club du 3e âge) qui propose différentes activités destinées aux personnes du 3e âge.
- Association des parents d'élèves de l'école maternelle et de l'école primaire.
- Club de tennis de table : l'A.T.T(Aynac Tennis de Table).
- Club de "rando nature".
- Club cycliste sur route "Les roues libres d'Aynac".
- Club de gymnastique "Aynac Gym".
- L'Union des Commerçants et Artisans d'Aynac qui organise des manifestations pour la commune.
- Le comité des fêtes.

## Culture locale et patrimoine

### Lieux et monuments
- Château d'Aynac, classé monument historique en 1988[34], le château est privé depuis 2008.
- Église Saint-Geniès du XIIe siècle, classée monument historique en 1913[35]. Plusieurs objets sont référencés dans la base Palissy[35].
- Étangs d'Aynac.
- Grottes creusées par l'homme vers Aubiac (au XXe siècle, il y avait une petite mine de barytine[36]).
- Tunnel souterrain de Lagauzinie au village (fermé pour des raisons de sécurité).
- Château au lieu-dit de « Lagauzinie ».
- Grottes creusées par l'eau vers Laubrespic.
- Maison magot datant du XVIIIe siècle.

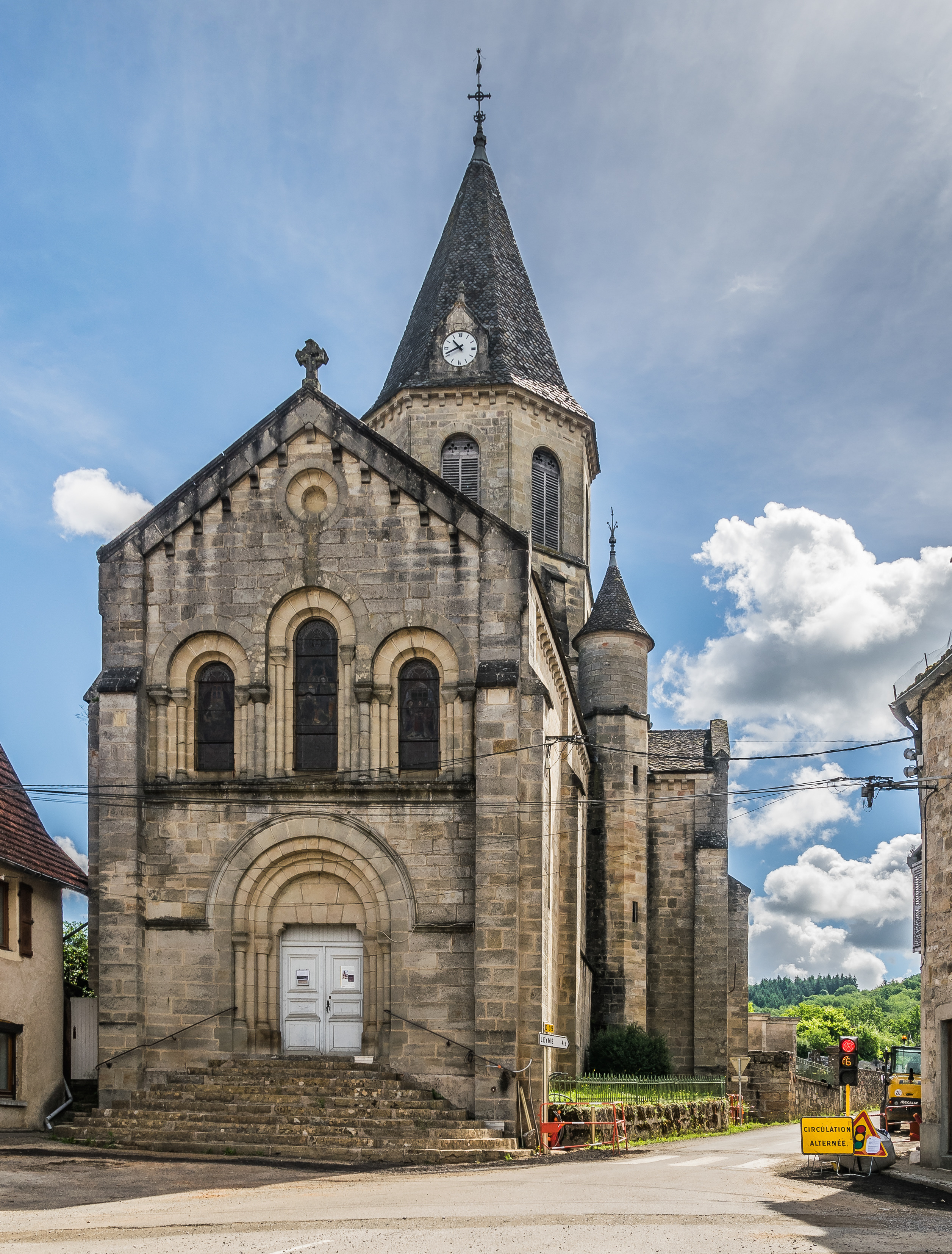
Église Saint-Geniès.
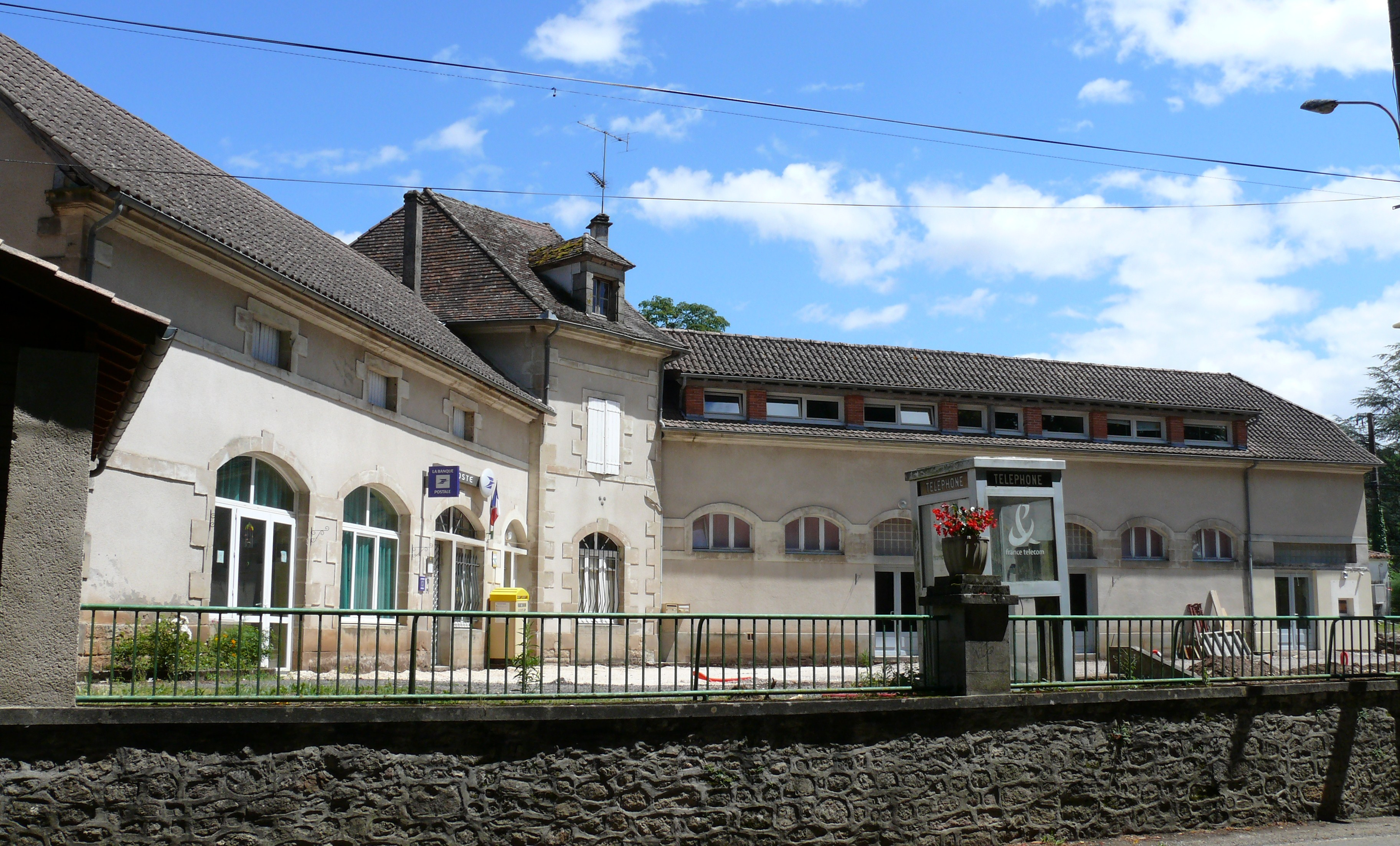
La mairie et le bureau de poste.

### Personnalités liées à la commune
- Henri Amédée Mercure, comte de Turenne, marquis d'Aynac (1776 - 1852), militaire et homme politique français des XVIIIe et XIXe siècles ;
- Charles Ribeyrolles (1812-1860), né à Aynac,écrivain, journaliste républicain et compagnon d'exil de Victor Hugo, son acte de naissance est établi à Aynac ;
- Eugène Sol (1877 - 1953), chanoine et historien, vicaire à Aynac.
- Jean-Marie Cayrecastel dit Jehan, né en 1957 à Montluçon, chanteur-compositeur, y a passé la plus grande partie de son enfance.

#### Site de l'Insee
1. ↑  « La grille communale de densité », sur le site de l'Insee, 28 mai 2024 (consulté le 28 juin 2024).
2. 1 2  Insee, « Métadonnées de la commune ».
3. ↑  « Liste des communes composant l'aire d'attraction de Biars-sur-Cère - Saint-Céré », sur le site de l'Insee (consulté le 28 juin 2024).
4. ↑  Marie-Pierre de Bellefon, Pascal Eusebio, Jocelyn Forest, Olivier Pégaz-Blanc et Raymond Warnod (Insee), « En France, neuf personnes sur dix vivent dans l’aire d’attraction d’une ville », sur le site de l'Insee, 21 octobre 2020 (consulté le 28 juin 2024).
5. ↑  « REV T1 - Ménages fiscaux de l'année 2018 à Aynac » (consulté le 5 février 2022).
6. ↑  « REV T1 - Ménages fiscaux de l'année 2018 dans le Lot » (consulté le 5 février 2022).
7. 1 2  « Emp T1 - Population de 15 à 64 ans par type d'activité en 2018 à Aynac » (consulté le 5 février 2022).
8. ↑  « Emp T1 - Population de 15 à 64 ans par type d'activité en 2018 dans le Lot » (consulté le 5 février 2022).
9. ↑  « Emp T1 - Population de 15 à 64 ans par type d'activité en 2018 dans la France entière » (consulté le 5 février 2022).
10. ↑  « Base des aires d'attraction des villes 2020 », sur site de l'Insee (consulté le 10 avril 2021).
11. ↑  « Emp T5 - Emploi et activité en 2018 à Aynac » (consulté le 5 février 2022).
12. ↑  « ACT T4 - Lieu de travail des actifs de 15 ans ou plus ayant un emploi qui résident dans la commune en 2018 » (consulté le 5 février 2022).
13. ↑  « ACT G2 - Part des moyens de transport utilisés pour se rendre au travail en 2018 » (consulté le 5 février 2022).
14. ↑  « DEN T5 - Nombre d'établissements par secteur d'activité au 31 décembre 2019 à Aynac » (consulté le 14 février 2022).
15. ↑  « DEN T5 - Nombre d'établissements par secteur d'activité au 31 décembre 2019 dans le Lot » (consulté le 14 février 2022).

#### Autres sources
1. ↑  Carte IGN sous Géoportail
2. 1 2  Daniel Joly, Thierry Brossard, Hervé Cardot, Jean Cavailhes, Mohamed Hilal et Pierre Wavresky, « Les types de climats en France, une construction spatiale », Cybergéo, revue européenne de géographie - European Journal of Geography, no 501,‎ 18 juin 2010 (DOI 10.4000/cybergeo.23155, lire en ligne, consulté le 14 novembre 2023)
3. ↑  « Zonages climatiques en France métropolitaine. », sur pluiesextremes.meteo.fr (consulté le 14 novembre 2023).
4. ↑  « Orthodromie entre Aynac et Lunegarde », sur fr.distance.to (consulté le 14 novembre 2023).
5. ↑  « Station Météo-France « Lunegarde » (commune de Lunegarde) - fiche climatologique - période 1991-2020 », sur donneespubliques.meteofrance.fr (consulté le 14 novembre 2023).
6. ↑  « Station Météo-France « Lunegarde » (commune de Lunegarde) - fiche de métadonnées. », sur donneespubliques.meteofrance.fr (consulté le 14 novembre 2023).
7. ↑  « Climadiag Commune : diagnostiquez les enjeux climatiques de votre collectivité. », sur meteofrance.fr, novembre 2022 (consulté le 14 novembre 2023).
8. ↑  « Les espaces protégés. », sur le site de l'INPN (consulté le 10 mai 2022).
9. ↑  « Liste des espaces protégés sur la commune », sur le site de l'inventaire national du patrimoine naturel (consulté le 1er septembre 2021).
10. ↑  « - fiche descriptive », sur le site de l'inventaire national du patrimoine naturel (consulté le 1er septembre 2021).
11. ↑  « Liste des ZNIEFF de la commune d'Aynac », sur le site de l'Inventaire national du patrimoine naturel (consulté le 1er septembre 2021).
12. ↑  « ZNIEFF les « bois des Broussiers, de Coste Longue et de Bel Castel » - fiche descriptive », sur le site de l'inventaire national du patrimoine naturel (consulté le 1er septembre 2021).
13. ↑  « CORINE Land Cover (CLC) - Répartition des superficies en 15 postes d'occupation des sols (métropole). », sur le site des données et études statistiques du ministère de la Transition écologique. (consulté le 14 avril 2021).
14. 1 2 3  « Les risques près de chez moi - commune d'Aynac », sur Géorisques (consulté le 17 octobre 2022).
15. ↑  BRGM, « Évaluez simplement et rapidement les risques de votre bien », sur Géorisques (consulté le 13 septembre 2022).
16. ↑  DREAL Occitanie, « CIZI », sur occitanie.developpement-durable.gouv.fr (consulté le 13 septembre 2022).
17. ↑  « Dossier départemental des risques majeurs dans le Lot »(Archive.org • Wikiwix • Archive.is • Google • Que faire ?), sur lot.gouv.fr (consulté le 13 septembre 2022), partie 1 -  chapitre Risque inondation.
18. ↑  « Dossier départemental des risques majeurs dans le Lot »(Archive.org • Wikiwix • Archive.is • Google • Que faire ?), sur lot.gouv.fr (consulté le 13 septembre 2022).
19. ↑  « Dossier départemental des risques majeurs dans le Lot »(Archive.org • Wikiwix • Archive.is • Google • Que faire ?), sur lot.gouv.fr (consulté le 13 septembre 2022), chapitre Mouvements de terrain.
20. ↑  « Retrait-gonflement des argiles », sur le site de l'observatoire national des risques naturels (consulté le 13 septembre 2022).
21. ↑  « Liste des cavités souterraines localisées sur la commune d'Aynac », sur georisques.gouv.fr (consulté le 13 septembre 2022).
22. ↑  « Cartographie du risque radon en France. », sur le site de l’IRSN, janvier 2021 (consulté le 13 septembre 2022).
23. ↑  Gaston Bazalgues, À la découverte des noms de lieux du Quercy : Toponymie lotoise, Gourdon, Éditions de la Bouriane et du Quercy, juin 2002, 127 p. (ISBN 2-910540-16-2), p. 106.
24. ↑  « Les maires d'Aynac », sur Site francegenweb (consulté le 3 février 2016).
25. ↑  L'organisation du recensement, sur insee.fr.
26. ↑  Calendrier départemental des recensements, sur insee.fr.
27. ↑  Des villages de Cassini aux communes d'aujourd'hui sur le site de l'École des hautes études en sciences sociales.
28. ↑  Fiches Insee - Populations de référence de la commune pour les années 2006, 2007, 2008, 2009, 2010, 2011, 2012, 2013, 2014, 2015, 2016, 2017, 2018, 2019, 2020, 2021 et 2022.
29. ↑  « Entreprises à Aynac », sur entreprises.lefigaro.fr (consulté le 14 février 2022).
30. ↑  « Les régions agricoles (RA), petites régions agricoles(PRA) - Année de référence : 2017 », sur agreste.agriculture.gouv.fr (consulté le 14 février 2022).
31. ↑  Présentation des premiers résultats du recensement agricole 2020, Ministère de l’agriculture et de l’alimentation, 10 décembre 2021
32. 1 2  « Fiche de recensement agricole - Exploitations ayant leur siège dans la commune d'Aynac - Données générales », sur recensement-agricole.agriculture.gouv.fr (consulté le 14 février 2022).
33. ↑  « Fiche de recensement agricole - Exploitations ayant leur siège dans le département du Lot » (consulté le 14 février 2022).
34. ↑  « Château », notice no PA00094975, sur la plateforme ouverte du patrimoine, base Mérimée, ministère français de la Culture.
35. 1 2  « Église Saint-Geniès », notice no PA00094976, sur la plateforme ouverte du patrimoine, base Mérimée, ministère français de la Culture.
36. ↑  Roland Pierrot, Raymond et Geneviève Pulou, Claude Laforêt, François Pillard, Inventaire minéralogique de la France n°10 - Lot - Tarn-et-Garonne, Éditions du BRGM, 1982,  (ISBN 2-7159-0012-0).